# 王治馨
王治馨（1868年8月17日—1914年10月23日 ），山東省登州府莱陽縣人，中華民国政治家、官僚。

## 生平
王治馨是清末副貢，曾經參加鎮壓拳亂，被推舉為知州。後來他到天津參與趙秉鈞創辦巡警制度事宜，後來到奉天任東三省巡警總辦。
宣統遜位後，王治馨任中華民國京師内城巡警總廳廳丞及京師外城警察總監。1913年1月21日，任首任京师警察廳總監。1913年（民国2年）7月，署理北京政府内務次長，同年9月代理内務總長。10月，兼任順天府尹。他任順天府尹至1914年（民国3年）3月，任内務次長至1914年5月。
1914年（民国3年）6月27日，王治馨因和宋教仁遇刺事件有關而被袁世凱命令逮捕，同年10月23日被槍斃，享年47歲（滿46歲）。